# Ovidiu
Ovidiu è una città della Romania di 13 929 abitanti, ubicata nel distretto di Costanza, nella regione storica della Dobrugia.
Fa parte dell'area amministrativa anche la località di Poiana.
Denominata Silişte fino al 1650, la città prese successivamente il nome Canara durante la dominazione turca e lo mantenne fino al 1930, quando assunse il nome attuale prendendolo da quello di una piccola isola che si trova sul lago Siutghiol, su cui si affaccia e dove si presume sia sepolto il poeta Ovidio.
È sede della squadra di calcio Fotbal Club Viitorul Constanța, laureatasi campione di Romania nella stagione sportiva 2016-2017.